# Los Angeles Sparks
Los Angeles Sparks – kobiecy klub koszykarski, z siedzibą w mieście Los Angeles w stanie Kalifornia. Drużyna jest członkiem konferencji zachodniej ligi WNBA. Klub powstał w 1997, dwukrotnie wygrywając mistrzostwo w roku 2001, 2002, oraz trzykrotne zwycięstwo w konferencji w latach 2001–2003.

## Wyniki sezon po sezonie
| Sezon              | Zespół             | Konferencja        | Konferencja        | Sezon regularny    | Sezon regularny    | Sezon regularny    | Rezultaty play-off | Trener                                |
| Sezon              | Zespół             | Konferencja        | Konferencja        | W                  | P                  | %                  | Rezultaty play-off | Trener                                |
| Los Angeles Sparks | Los Angeles Sparks | Los Angeles Sparks | Los Angeles Sparks | Los Angeles Sparks | Los Angeles Sparks | Los Angeles Sparks | Los Angeles Sparks | Los Angeles Sparks                    |
| ------------------ | ------------------ | ------------------ | ------------------ | ------------------ | ------------------ | ------------------ | --- | ------------------------------------- |
| 1997               | 1997               | Zachodnia          | 2                  | 14                 | 14                 | 50                 | brak kwalifikacji | L. Sharp (4–7) J. Rousseau (10–7)     |
| 1998               | 1998               | Zachodnia          | 3                  | 12                 | 18                 | 40                 | brak kwalifikacji | J. Rousseau (7–13) O. Woolridge (5–5) |
| 1999               | 1999               | Zachodnia          | 2                  | 20                 | 12                 | 62,5               | Wygrana w półfinale konferencji (Sacramento, 1–0) Przegrana w finale konferencji (Houston, 1–2)                                        | Orlando Woolridge                     |
| 2000               | 2000               | Zachodnia          | 1                  | 28                 | 4                  | 87,5               | Wygrana w półfinale konferencji (Phoenix, 2–0) Przegrana w finale konferencji (Houston, 0–2)                                           | Michael Cooper                        |
| 2001               | 2001               | Zachodnia          | 1                  | 28                 | 4                  | 87,5               | Wygrana w półfinale konferencji (Houston, 2–0) Wygrana w finale konferencji (Sacramento, 2–1) Wygrana w finale WNBA (Charlotte, 2–0)   | Michael Cooper                        |
| 2002               | 2002               | Zachodnia          | 1                  | 25                 | 7                  | 78,1               | Wygrana w półfinale konferencji (Seattle, 2–0) Wygrana w finale konferencji (Utah, 2–0) Wygrana w finale WNBA (New York, 2–0)          | Michael Cooper                        |
| 2003               | 2003               | Zachodnia          | 1                  | 24                 | 10                 | 70,6               | Wygrana w półfinale konferencji (Minnesota, 2–1) Wygrana w finale konferencji (Sacramento, 2–1) Przegrana w finale WNBA (Detroit, 1–2) | Michael Cooper                        |
| 2004               | 2004               | Zachodnia          | 1                  | 25                 | 9                  | 73,5               | Przegrana w półfinale konferencji (Sacramento, 1–2)                                                                                    | M. Cooper (14–6) K. Thompson (11–3)   |
| 2005               | 2005               | Zachodnia          | 4                  | 17                 | 17                 | 50                 | Przegrana w półfinale konferencji (Sacramento, 0–2)                                                                                    | H. Bibby (13–16) J. Bryant (4–1)      |
| 2006               | 2006               | Zachodnia          | 1                  | 25                 | 9                  | 73,5               | Wygrana w półfinale konferencji (Seattle, 2–1) Przegrana w finale konferencji (Sacramento, 0–2)                                        | Joe Bryant                            |
| 2007               | 2007               | Zachodnia          | 7                  | 10                 | 24                 | 29,4               | brak kwalifikacji | Michael Cooper                        |
| 2008               | 2008               | Zachodnia          | 3                  | 20                 | 14                 | 58,8               | Wygrana w półfinale konferencji (Seattle, 2–1) Przegrana w finale konferencji (San Antonio, 1–2)                                       | Michael Cooper                        |
| 2009               | 2009               | Zachodnia          | 3                  | 18                 | 16                 | 52,9               | Wygrana w półfinale konferencji (Seattle, 2–1) Przegrana w finale konferencji (Phoenix, 1–2)                                           | Michael Cooper                        |
| 2010               | 2010               | Zachodnia          | 4                  | 13                 | 21                 | 38,2               | Przegrana w półfinale konferencji (Seattle, 0–2)                                                                                       | Jennifer Gillom                       |
| 2011               | 2011               | Zachodnia          | 5                  | 15                 | 19                 | 44,1               | brak kwalifikacji | J. Gillom (4–6) J. Bryant (11–13)     |
| 2012               | 2012               | Zachodnia          | 2                  | 24                 | 10                 | 70,6               | Wygrana w półfinale konferencji (San Antonio, 2–0) Przegrana w finale konferencji (Minnesota, 0–2)                                     | Carol Ross                            |
| 2013               | 2013               | Zachodnia          | 2                  | 24                 | 10                 | 70,6               | Przegrana w półfinale konferencji (Phoenix, 1–2)                                                                                       | Carol Ross                            |
| 2014               | 2014               | Zachodnia          | 4                  | 16                 | 18                 | 47,1               | Przegrana w półfinale konferencji (Phoenix, 0–2)                                                                                       | C. Ross (10–12) P. Toler (6–6)        |
| 2015               | 2015               | Zachodnia          | 4                  | 14                 | 20                 | 41,2               | Przegrana w półfinale konferencji (Minnesota, 1–2)                                                                                     | Brian Agler                           |
| 2016               | 2016               | Zachodnia          | 2                  | 26                 | 8                  | 76,5               | Wygrana w półfinale WNBA (Chicago, 3–1) Finały WNBA (Minnesota, 0–0)                                                                   | Brian Agler                           |
| Sezon regularny    | Sezon regularny    | Sezon regularny    | Sezon regularny    | 398                | 264                | 60,1               | 3 mistrzostwa konferencji | 3 mistrzostwa konferencji             |
| play-off           | play-off           | play-off           | play-off           | 37                 | 33                 | 52,9               | 2 mistrzostwa WNBA | 2 mistrzostwa WNBA                    |

## Statystyki
| Sezon | Indywidualne         | Indywidualne                | Indywidualne        | Zespół vs przeciwnik | Zespół vs przeciwnik | Zespół vs przeciwnik |
| Sezon | Śr. punktów          | Śr. zbiórek                 | Śr. asyst           | Śr. punktów          | Śr. zbiórek          | % z gry              |
| ----- | -------------------- | --------------------------- | ------------------- | -------------------- | -------------------- | -------------------- |
| 1997  | L. Leslie (15,9)     | L. Leslie (9,5)             | P. Toler (5,1)      | 74 vs 71,8           | 34,8 vs 32,9         | 44,6 vs 39,7         |
| 1998  | L. Leslie (19,6)     | L. Leslie (10,2)            | P. Toler (4,8)      | 71,6 vs 72,3         | 34 vs 33,3           | 41,6 vs 41,1         |
| 1999  | L. Leslie (15,6)     | L. Leslie (7,8)             | M. Mabika (3,5)     | 76,5 vs 72,4         | 33,3 vs 32,2         | 43,5 vs 41           |
| 2000  | L. Leslie (17,8)     | L. Leslie (9,6)             | U. Figgs (4)        | 75,5 vs 67,8         | 34,1 vs 30,6         | 44 vs 39,5           |
| 2001  | L. Leslie (19,5)     | L. Leslie (9,6)             | U. Figgs (3,9)      | 76,3 vs 67,7         | 34,5 vs 28,8         | 45,1 vs 39,2         |
| 2002  | L. Leslie (16,9)     | L. Leslie (10,4)            | N. Teasley (4,4)    | 76,6 vs 69,8         | 35,7 vs 30           | 44,5 vs 39           |
| 2003  | L. Leslie (18,4)     | L. Leslie (10)              | N. Teasley (6,3)    | 73,5 vs 71,5         | 33,8 vs 32,5         | 41,8 vs 40,3         |
| 2004  | L. Leslie (17,6)     | L. Leslie (9,9)             | N. Teasley (6,1)    | 73,4 vs 69,4         | 33 vs 31,4           | 43,7 vs 38,9         |
| 2005  | C. Holdsclaw (17)    | L. Leslie (7,3)             | N. Teasley (3,7)    | 68,4 vs 69           | 29,5 vs 30,6         | 42,8 vs 41,8         |
| 2006  | L. Leslie (20)       | L. Leslie (9,5)             | T. Johnson (5)      | 75,7 vs 72,8         | 35,4 vs 31,8         | 43,8 vs 40           |
| 2007  | T. McWilliams (11,1) | T. McWilliams (5,9)         | S. Baker (3,2)      | 74,5 vs 79,6         | 33,5 vs 34,7         | 40,8 vs 43,1         |
| 2008  | C. Parker (18,5)     | C. Parker (9,5)             | S. Bobbitt (3,5)    | 76,4 vs 74,2         | 37,7 vs 33,1         | 42,4 vs 38,4         |
| 2009  | L. Leslie (15,4)     | C. Parker (9,8)             | N. Quinn (3,5)      | 74,5 vs 73,5         | 36,7 vs 30,9         | 43 vs 39,9           |
| 2010  | T. Thompson (16,6)   | T. Thompson (6,2)           | T. Penicheiro (6,9) | 77,9 vs 81,2         | 30,8 vs 35,3         | 44,1 vs 44,1         |
| 2011  | C. Parker (18,5)     | C. Parker (8,6)             | T. Penicheiro (4,8) | 77,1 vs 80,3         | 31,7 vs 34,8         | 44,5 vs 44,7         |
| 2012  | K. Toliver (17,5)    | C. Parker (9,7)             | K. Toliver (4,9)    | 84 vs 78,3           | 36,9 vs 33,6         | 45,8 vs 41,6         |
| 2013  | C. Parker (17,9)     | C. Parker (8,7)             | L. Harding (5,2)    | 81,9 vs 75           | 34,6 vs 33,6         | 47,5 vs 41,2         |
| 2014  | C. Parker (19,4)     | C. Parker N. Ogwumike (7,1) | C. Parker (4,3)     | 77,4 vs 77,6         | 32,4 vs 33,6         | 45,7 vs 45           |
| 2015  | C. Parker (19,4)     | C. Parker (10,1)            | C. Parker (6,3)     | 73,6 vs 74,6         | 32,1 vs 32,9         | 45,2 vs 41,5         |

## Uczestniczki meczu gwiazd
- 1999: Lisa Leslie

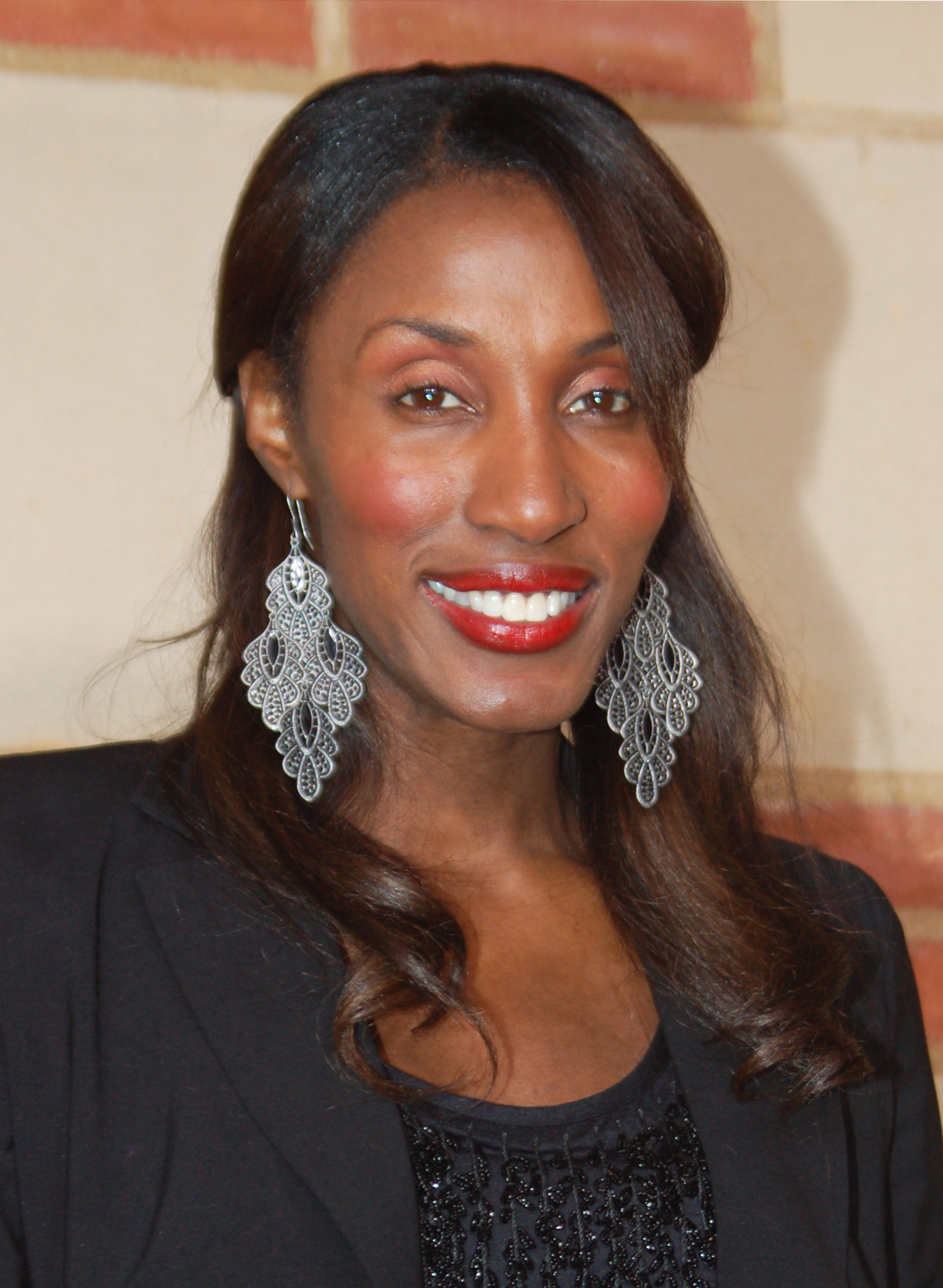
Lisa Leslie

- 2000: Lisa Leslie, Mwadi Mabika, DeLisha Milton
- 2001: Tamecka Dixon, Lisa Leslie
- 2002: Tamecka Dixon, Lisa Leslie, Mwadi Mabika
- 2003: Tamecka Dixon, Lisa Leslie, Nikki Teasley
- 2004: Mwadi Mabika, Nikki Teasley
- 2005: Chamique Holdsclaw, Lisa Leslie
- 2006: Lisa Leslie
- 2007: Taj McWilliams-Franklin
- 2009: Lisa Leslie, Tina Thompson
- 2010: Candace Parker
- 2011: Candace Parker
- 2013: Nneka Ogwumike, Candace Parker, Kristi Toliver
- 2014: Nneka Ogwumike, Candace Parker
- 2015: Jantel Lavender, Nneka Ogwumike

## Olimpijki
- 2000: Lisa Leslie, DeLisha Milton
- 2004: Lisa Leslie
- 2008: Lisa Leslie, Candace Parker, Delisha Milton-Jones
- 2012: Candace Parker, Jenna O’Hea
- 2016: Ana Dabović

## Nagrody i wyróżnienia
| MVP WNBA - Lisa Leslie (2001, 2004, 2006) - Candace Parker (2008, 2013) - Nneka Ogwumike (2016) MVP finałów WNBA - Lisa Leslie (2001, 2002) MVP meczu gwiazd WNBA - - Lisa Leslie (1999, 2001, 2002) - Nikki Teasley (2003) Najlepsza Rezerwowa WNBA - Jantel Lavender (2016) Defensywna Zawodniczka Roku - Lisa Leslie (2004, 2008) Największy Postęp WNBA - Kristi Toliver (2012) Debiutantki Roku WNBA - Candace Parker (2008) - Nneka Ogwumike (2012) Kim Perrot Sportsmanship Award - Zheng Haixia (1997) Trenerzy Roku - Michael Cooper (2000) - Carol Ross (2012) | I skład WNBA - Lisa Leslie (1997, 2000–2004, 2006, 2008) - Mwadi Mabika (2002) - Candace Parker (2008, 2012–2014) II skład WNBA - Lisa Leslie (1998, 1999, 2005, 2009) - Tamecka Dixon (2001) - Nikki Teasley (2003, 2004) - Candace Parker (2009, 2015) - Nneka Ogwumike (2014) I skład debiutantek WNBA - Marta Fernández (2007) - Sidney Spencer (2007) - Candace Parker (2008) - Nneka Ogwumike (2012) - Ana Dabović (2015) | I skład defensywny WNBA - Lisa Leslie (2006, 2008) - Alana Beard (2012, 2016) - Nneka Ogwumike (2015, 2016) II skład defensywny WNBA - Lisa Leslie (2005, 2009) - Candace Parker (2009, 2012) - Alana Beard (2014) Skład dekady WNBA - Lisa Leslie (2006) |

## Statystyczne liderki WNBA
| Liderka WNBA w zbiórkach - Lisa Leslie (2004) - Candace Parker (2008, 2009) | Liderka WNBA w asystach - Ticha Penicheiro (2010) Liderka WNBA w skuteczności rzutów z gry - Latasha Byears (2001) |

## Wybory draftu
- 1997 Elite Draft: Daedra Charles (8), Zheng Haixia (16)
- 1997: Jamila Wideman (3), Tamecka Dixon (14), Katrina Colleton (19), Travesa Gant (30)
- 1998: Allison Feaster (5), Octavia Blue (15), Rehema Stephens (25), Erica Kienast (35)
- 1999: DeLisha Milton (4), Clarisse Machanguana (16), Ukari Figgs (28), La'Keshia Frett (40)
- 2000: Nicole Kubik (15), Paige Sauer (31), Marte Alexander (47), Nicky McCrimmon (63)
- 2001: Camille Cooper (16), Nicole Levandusky (32), Kelley Siemon (48), Beth Record (64)
- 2002: Rosalind Ross (16), Gergana Slavtcheva (30), Jackie Higgins (32), Rashana Barnes (48), Tiffany Thompson (64)
- 2003 Miami/Portland Dispersal Draft: Jackie Stiles (14)
- 2003: Schuye LaRue (27), Mary Jo Noon (42)
- 2004 Cleveland Dispersal Draft: Isabelle Fijalkowski (12)
- 2004: Christi Thomas (12), Doneeka Hodges (25)
- 2005: DeeDee Wheeler (26), Heather Schreiber (39)
- 2006: Lisa Willis (5), Willnett Crockett (22), Tiffany Porter-Talbert (36)
- 2008 Charlotte Dispersal Draft: Ayana Walker (12)
- 2007: Sidney Spencer (25), Amanda Brown (38)
- 2008: Candace Parker (1), Shannon Bobbitt (15), Sharnee Zoll (29)
- 2009 Houston Dispersal Draft: wybór zwolniony
- 2009: Lindsay Wisdom-Hylton (13), Ashley Paris (22), Britney Jordan (35)
- 2010 Sacramento Dispersal Draft: wybór zwolniony
- 2010: Bianca Thomas (12), Angel Robinson (20), Rashidat Junaid (32)
- 2011: Jantel Lavender (5), Elīna Babkina (29, po fakcie okazało się, że nie spełniła formalnych wymogów dla kandydatki)
- 2012: Nneka Ogwumike (1), Farhiya Abdi (13), Khadijah Rushdan (15), Tyra White (16), April Sykes (28)
- 2013: A'dia Mathies (10), Brittany Chambers (22)
- 2014: Jennifer Hamson (23), Antonita Slaughter (35)
- 2015: Crystal Bradford (7), Cierra Burdick (14), Andrea Hoover (31)
- 2016: Jonquel Jones (6), Whitney Knight (15), Brianna Butler (23), Talia Walton (29)

## Sztab trenerski i zarządzający

### Właściciele
- Jerry Buss, właściciel Los Angeles Lakers (1997–2006)
- Gemini Basketball LLC, złożony z Carli Christofferson, Kathy Goodman i Lynai Jones (2007–2011)
- Williams Group Holdings (Paula Madison) (2011-2014)[2] i Carli Christofferson, Kathy Goodman i Lisy Leslie (2011–2013)
- Guggenheim Partners (Mark Walter, Magic Johnson, Stan Kasten, Todd Boehly i Bobby Patton) (od 2014)[3]

### Trenerzy
| Trener            | Początek             | Koniec              | Sezony | Sezon regularny | Sezon regularny | Sezon regularny | Sezon regularny | Play-offs | Play-offs | Play-offs | Play-offs |
| Trener            | Początek             | Koniec              | Sezony | W               | P               | %               | Gry             | W         | P         | %         | Gry       |
| ----------------- | -------------------- | ------------------- | ------ | --------------- | --------------- | --------------- | --------------- | --------- | --------- | --------- | --------- |
| Linda Sharp       | Początek sezonu 1997 | 16 lipca 1997       | 1      | 4               | 7               | 36,4            | 11              | 0         | 0         | 0         | 0         |
| Julie Rousseau    | 16 lipca 1997        | 30 lipca 1998       | 2      | 17              | 20              | 45,9            | 37              | 0         | 0         | 0         | 0         |
| Orlando Woolridge | 30 lipca 1998        | 2 października 1999 | 2      | 25              | 17              | 59,5            | 42              | 2         | 2         | 50        | 4         |
| Michael Cooper    | 14 października 1999 | 18 lipca 2004       | 5      | 119             | 31              | 79,3            | 150             | 19        | 7         | 73,1      | 26        |
| Karleen Thompson  | 18 lipca 2004        | Koniec sezonu 2004  | 1      | 11              | 3               | 78,6            | 14              | 1         | 2         | 33,3      | 3         |
| Henry Bibby       | 7 kwietnia 2005      | 22 sierpnia 2005    | 1      | 13              | 16              | 44,8            | 29              | 0         | 0         | 0         | 0         |
| Joe Bryant        | 22 sierpnia 2005     | 4 kwietnia 2007     | 2      | 29              | 10              | 74,4            | 39              | 2         | 5         | 28,6      | 7         |
| Michael Cooper    | 4 kwietnia 2007      | Koniec sezonu 2009  | 3      | 48              | 54              | 47,1            | 102             | 6         | 6         | 50        | 12        |
| Michael Cooper    | Razem                | Razem               | 8      | 167             | 85              | 66,3            | 252             | 25        | 13        | 65,8      | 38        |
| Jennifer Gillom   | 14 grudnia 2009      | 11 lipca 2011       | 2      | 17              | 27              | 38,6            | 44              | 0         | 2         | 0         | 2         |
| Joe Bryant        | 11 lipca 2011        | 5 stycznia 2012     | 1      | 11              | 13              | 45,8            | 24              | 0         | 0         | 0         | 0         |
| Joe Bryant        | Razem                | Razem               | 3      | 40              | 23              | 63,5            | 63              | 2         | 5         | 28,6      | 7         |
| Carol Ross        | 5 stycznia 2012      | 20 lipca 2014       | 3      | 58              | 32              | 64,4            | 90              | 3         | 4         | 42,9      | 7         |
| Penny Toler       | 20 lipca 2014        | koniec 2014 roku    | 1      | 6               | 6               | 50              | 12              | 0         | 2         | 0         | 2         |
| Brian Agler       | 5 stycznia 2015      | aktualnie           | 1      | 14              | 20              | 41,2            | 34              | 1         | 2         | 33,3      | 3         |

### Generalni menadżerowie
- Rhonda Windham (1997–1999)
- Penny Toler (od 2000)

### Asystenci trenerów
- Julie Rousseau (1997)
- Orlando Woolridge (1998)
- Michael Cooper (1999)
- Marianne Stanley (2000, 2008–2009)
- Glenn McDonald (2000–2002)
- Karleen Thompson (2002–2004)
- Ryan Weisenberg (2003–2004)
- Bob Webb (2005)
- Shelley Patterson (2005)
- Michael Abraham (2006–2007)
- Margaret Mohr (2006–2007)
- Laura Beeman (2008–2009)
- Larry Smith (2008)
- Steve Smith (1998, 2009-2010, 2014)
- Sandy Brondello (2011–2013)
- Joe Bryant (2011)
- Jim Lewis (2012)
- Bridget Pettis (2013)
- Gail Goestenkors (2014)
- Gary Kloppenburg (2014)
- Curt Miller (od 2015)
- Amber Stocks (od 2015)

## Zastrzeżone numery
- Lisa Leslie #9
- Penny Toler #11